# Сорокуш-малюк чорний
Сороку́ш-малюк чорний (Sakesphorus luctuosus) — вид горобцеподібних птахів родини сорокушових (Thamnophilidae). Мешкає в Південній Америці.

## Опис
Довжина птаха становить 17,5 см. Самці мають повністю чорне забрвлення, за винятком білих плям на плечах і білих кінчиків крайніх стернових пер. На голові у них є великий чорний чуб. Самиці мають подібне забарвлення, однак чуб на голові у них контрастно каштановий.

## Поширення і екологія
Чорні сорокуші-малюки мешкають в центральній і східній Бразильській Амазонії, переважно на південь від Амазонки (за винятком Амапи), зокрема на острові Маражо. Вони живуть в підліску вологих і заболочених тропічних лісів, на болотах і річкових островах. Зустрічаються на висоті до 250 м над рівнем моря. Іноді приєднуються до змішаних зграй птахів. Живляться комахами та іншими безхребетними.